# Kanton Belcaire
Kanton Belcaire (fr. Canton de Belcaire) je francouzský kanton v departementu Aude v regionu Languedoc-Roussillon. Skládá se ze 17 obcí.

## Obce kantonu
- Aunat
- Belcaire
- Belfort-sur-Rebenty
- Belvis
- Campagna-de-Sault
- Camurac
- Comus
- Espezel
- La Fajolle
- Fontanès-de-Sault
- Galinagues
- Joucou
- Mazuby
- Mérial
- Niort-de-Sault
- Rodome
- Roquefeuil